# Геронтій (Захаров)
Геронтій (Захаров) (7 квітня 1942 — 24 листопада 2003) — насельник Свято-Успенської Києво-Печерської Лаври.

## Біографія

Могила схимандрита Геронтія

Народився 7 квітня 1942 року на Луганщині в православній родині. Багато років прослужив в Удмуртії, на початку 1990-х служив в Рокитнянському районі Київської єпархії. У 1992 році став лаврським насельником, прийняв чернечий постриг з ім'ям Гавриїл, а в 1993 році — велику схиму з ім'ям Геронтій. Протягом довгого часу виконував послух помічника духівника Києво-Печерської лаври, постійно приймаючи велику кількість віруючих.
Помер 24 листопада 2003 року, після чергового ускладнення хвороби. Похований на цвинтарі Голосіївської пустині.